# Trevor Linden
Trevor John Linden, CM, OBC (* 11. April 1970 in Medicine Hat, Alberta) ist ein ehemaliger kanadischer Eishockeyspieler und derzeitiger -funktionär, der während seiner aktiven Karriere zwischen 1988 und 2008 unter anderem 1506 Spiele für die Vancouver Canucks, New York Islanders, Canadiens de Montréal und Washington Capitals in der National Hockey League auf der Position des Centers bestritten hat. Zudem fungierte er von 2014 bis 2018 als Präsident der Vancouver Canucks. Sein jüngerer Bruder Jamie Linden war ebenfalls professioneller Eishockeyspieler.

## Karriere
Linden begann seine Karriere in der Juniorenliga Western Hockey League bei den Medicine Hat Tigers. Er gewann mit dem Team 1987 und 1988 den Memorial Cup, die wichtigste Trophäe im kanadischen Junioreneishockey. Auf dem Weg zum zweiten Titel erzielte er in 16 Playoff-Spielen 25 Punkte. Durch seine hervorragenden Leistungen konnte er sich für die National Hockey League empfehlen und die Vancouver Canucks wählten ihn im NHL Entry Draft 1988 an zweiter Stelle aus.
Nur wenige Monate später gab er sein Debüt in der NHL. Der Stürmer konnte sich sofort im Team durchsetzen und wurde am Ende der Saison für die Calder Memorial Trophy als bester Rookie der Saison nominiert. Hinzu kamen noch weitere Ehrungen, wie die Auszeichnung als wertvollster Spieler der Canucks. Bereits 1990 wurde er auf Grund seines Einsatzes zum Mannschaftskapitän der Vancouver Canucks ernannt und war zu dem Zeitpunkt mit gerade 20 Jahren jüngster Kapitän der NHL. Die erfolgreichste Saison von Linden war die Spielzeit 1993/94. Zum ersten Mal nach zwölf Jahren erreichten die Canucks wieder das Stanley-Cup-Finale. In einer sehr engen Serie verloren sie jedoch gegen die New York Rangers in sieben Spielen. Linden gehörte zu den wichtigsten Spielern der Canucks in den Playoffs mit 25 Punkten in 24 Spielen. Den Erfolg konnten sie jedoch nicht mehr wiederholen.

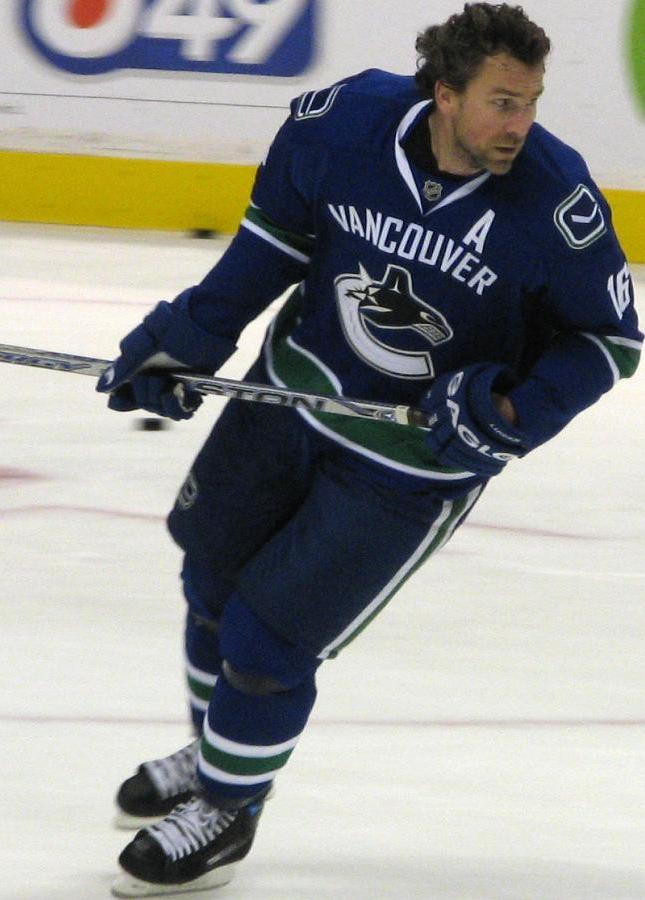
Trevor Linden im Trikot der Vancouver Canucks

Trotzdem setzte sich Linden weiterhin stark für das Team ein und führte es als Kapitän aufs Eis. Erst im Dezember 1996 endete eine beeindruckende Serie von 482 absolvierten Spielen in Folge. Neben dem Eis engagierte er sich für benachteiligte Kinder. Sowohl sein Einsatz auf dem Eis als auch im sozialen Bereich brachte ihm 1997 die King Clancy Memorial Trophy ein. 1997 stieß mit Mark Messier ein NHL-Superstar zu den Canucks und Linden verzichtete zu seinen Gunsten auf das Amt als Kapitän. Während der Saison 1997/98 wurde mit Mike Keenan ein neuer Trainer verpflichtet. Er transferierte nach kurzer Amtszeit mehrere Spieler, die 1994 noch im Stanley-Cup-Finale gestanden hatten, zu anderen Teams. Im Februar 1998 wurde Linden für Todd Bertuzzi, Bryan McCabe und einem Drittrunden-Draftpick, der später dazu diente Jarkko Ruutu auszuwählen, zu den New York Islanders transferiert. Ebenfalls im Februar fanden die Olympischen Winterspiele in Nagano statt und Linden gehörte zum Team Kanada. Doch man erreichte nur den vierten Platz.
Vor der Saison 1998/99 wurde er zum Kapitän der Islanders ernannt, denn er sollte das Team, das seit einigen Jahren keine überzeugenden Leistungen mehr zeigte, wieder auf die Erfolgsspur bringen. Doch dies gelang nicht und im Sommer 1999 wurde er für einen Erstrunden-Draftpick zu den Canadiens de Montréal transferiert. Doch nach eineinhalb Jahren war er im Frühjahr 2001 wieder Teil eines Transfer. Diesmal musste er zu den Washington Capitals, wo er noch den Rest der Saison absolvierte. Auch zu Beginn der folgenden Saison spielte er in Washington, doch nach wenigen Spielen wurde er zu seinem ehemaligen Team, den Vancouver Canucks, transferiert.
Im März 2002 absolvierte er sein 1000. Spiel in der NHL. Im November erzielte Linden sein 263. Tor im Trikot von Vancouver und stellte damit einen neuen Franchise-Rekord bei den Canucks auf. Im März 2004 knackte er einen weiteren Team-Rekord mit 674 erzielten Punkten. Außerdem hatte bis zu seinem Rücktritt kein Spieler so viele Spiele für Vancouver bestritten, wie er.
Im Jahr 1998 wurde Trevor Linden zum Präsidenten der Spielervereinigung National Hockey League Players’ Association gewählt. Im Juli 2006 legte er das Amt nieder. Vor der NHL-Saison 2004/05 sollte ein neues NHL Collective Bargaining Agreement, das im Grunde ein Tarifvertrag für die NHL ist, zwischen der NHLPA und der Liga verhandelt werden. Trevor Linden war als Präsident der NHLPA direkt in die Verhandlungen involviert. Da man sich nicht einigen konnte, wurde die Saison abgesagt und man kam erst im Juli 2005 zu einer Lösung. In der Saison 2005/06 spielte Linden seine bisher schwächste Saison mit nur 16 Punkten in 82 Spielen und die Canucks verpassten die Playoffs. In der Spielzeit darauf konnte er sich leicht um neun Punkte steigern und war in den Playoffs mit zwei Toren und fünf Punkten bester Scorer seiner Mannschaft. Im August 2007 verlängerte Linden seinen Vertrag in Vancouver um ein Jahr und geht somit in seine 15. Saison mit den Canucks.
Im Jahr 2003 wurde ihm als bisher einzigem Eishockeyspieler der Order of British Columbia verliehen, eine Ehrung die an berühmte Persönlichkeiten vergeben wird, die entweder aus British Columbia stammen oder sich dort besonders verdient gemacht haben. Lindens lange Zugehörigkeit bei den Canucks, seine tiefe Beziehung zur Stadt Vancouver und sein soziales Engagement haben ihn zu einem der beliebtesten und am meist respektiertesten Spieler in der Geschichte der Vancouver Canucks gemacht. Seine Rückkehr 2001 nach Vancouver war sowohl für die Fans, als auch für Linden selbst ein sehr emotionaler Moment. Linden gab später zu, dass er vor Aufregung die Nacht vor seinem ersten Spiel nach seiner Rückkehr nicht schlafen konnte. Von den Fans wurde er oft noch respektvoll als „Captain Canuck“ bezeichnet, auch wenn er seit 1997 dieses Amt bei den Canucks nicht mehr innehatte. Ihm zu Ehren wird die Trikotnummer 16 bei den Vancouver Canucks nicht mehr vergeben und wurde am 17. Dezember 2008 in einer Zeremonie offiziell gesperrt.
Am 10. April 2014 wurde Trevor Linden als Präsident der Vancouver Canucks ernannt. Am 25. Juli 2018 wurde bekannt gegeben, dass die Vancouver Canucks und Linden getrennte Wege gehen.

## Erfolge und Auszeichnungen
- 1987 President’s-Cup-Gewinn mit den Medicine Hat Tigers
- 1987 Memorial-Cup-Gewinn mit den Medicine Hat Tigers
- 1988 President’s-Cup-Gewinn mit den Medicine Hat Tigers
- 1988 WHL East Second All-Star Team
- 1988 Memorial-Cup-Gewinn mit den Medicine Hat Tigers
- 1988 Memorial Cup Tournament All-Star Team
- 1989 NHL All-Rookie Team
- 1991 NHL All-Star Game
- 1992 NHL All-Star Game
- 1997 King Clancy Memorial Trophy
- 2003 Order of British Columbia
- 2008 NHL Foundation Player Award (gemeinsam mit Vincent Lecavalier)
- 2010 Order of Canada

### International
- 1988 Goldmedaille bei der Junioren-Weltmeisterschaft
- 1991 Silbermedaille bei der Weltmeisterschaft
- 1996 Zweiter Platz beim World Cup of Hockey

## Franchise-Rekorde
Linden hält aktuell folgende Franchise-Rekorde der Vancouver Canucks:
- 118 absolvierte Playoff-Spiele
- 95 erzielte Punkte in Playoff-Spielen

## Karrierestatistik

### International
Vertrat Kanada bei:
| - Junioren-Weltmeisterschaft 1988 - Weltmeisterschaft 1991 - World Cup of Hockey 1996 | - Olympischen Winterspielen 1998 - Weltmeisterschaft 1998 |

(Legende zur Spielerstatistik: Sp oder GP = absolvierte Spiele; T oder G = erzielte Tore; V oder A = erzielte Assists; Pkt oder Pts = erzielte Scorerpunkte; SM oder PIM = erhaltene Strafminuten; +/− = Plus/Minus-Bilanz; PP = erzielte Überzahltore; SH = erzielte Unterzahltore; GW = erzielte Siegtore; 1 Play-downs/Relegation; Kursiv: Statistik nicht vollständig)